# Темерницький міст (Ростов-на-Дону)
Темерницький міст (рос. Темерницкий мост) (у народі також побутує назва Сіверський міст ) — міст у Ростові-на-Дону через річку Дон. Побудований у 2007–2010 за проектом інженера В. С. Дровалева (Північно-Кавказький філія ВАТ «ГИПРОДОРНИИ»). Названий 17 березня 2011 за однойменною річкою Темерник, вздовж якої простягається його естакада на правому березі Дону. До зазначеного моменту за проектом називався «міст у створі проспекту Сіверса».
Темерницький міст з проектною пропускною спроможністю близько 60 тисяч автомобілів на добу забезпечує альтернативний Ворошиловському мосту (близько 46 тисяч автомобілів на добу) виїзд на трасу М4 «Дон» з Ростова-на-Дону в напрямку на Краснодар і Ставрополь, також транспортно значущий для міст-супутників Батайськ і Азов. Але через відсутність системи розв'язок транспортне навантаження на міст низьке. Мала завантаженість, мала кривина протяжних ділянок моста, підвищена вологість, порушення швидкісного режиму неодноразово призводили до важких автомобільним аварій.
Міст будувався прискореними темпами, у зв'язку з аварійним станом Ворошиловського моста, відкритого з 23 червня 2008 для руху в обмеженому режимі.